# Allyson Ponson
Allyson Ponson, född 4 december 1995, är en arubansk simmare.

## Karriär
Ponson tävlade för Aruba vid olympiska sommarspelen 2016 i Rio de Janeiro, där hon blev utslagen i försöksheatet på 50 meter frisim.
I juli 2021 vid OS i Tokyo slutade Ponson på 39:e plats på 50 meter frisim.